# Бихарамуло
Бихарамуло (суахили и англ. Biharamulo) — город на северо-западе Танзании, на территории области Кагера. Административный центр одноимённого округа.

## Географическое положение
Город находится в юго-восточной части области, к западу от залива Эмин-Паша озера Виктория, на высоте 1495 метров над уровнем моря.
Бихарамуло расположен на расстоянии приблизительно 152 километров к юго-юго-западу (SSW) от города Букоба, административного центра провинции и на расстоянии приблизительно 985 километров к северо-западу от столицы страны Дар-эс-Салама.

## Население
По данным официальной переписи 2012 года численность населения составляла 11 700 человек.
Динамика численности населения города по годам:
| 1978 | 2002 | 2012   |
| ---- | ---- | ------ |
| 3349 | 9585 | 11 700 |

## Транспорт
Через город проходит автомагистраль B8. Ближайший аэропорт расположен в городе Нгара.